# Astrid Ahnfelt
Astrid Ahnfelt, född 31 mars 1876 i Stockholm, död 1962 i Rom, var en svensk författarinna.

## Biografi
Föräldrar var författaren och filosofie doktorn Arvid Ahnfelt och Hilda Runnerström. Ahnfelt var gift och bosatt i Italien sedan tidigt 1900-tal. Hon var verksam i Neapel som korrespondent och som föredragshållare om svensk skönlitteratur. Hon skrev på både svenska och italienska. Ahnfelt tjänstgjorde som sjuksköterska vid jordbävningen i Messina 1908 och under första världskriget.

### Översättningar
- Beltramelli, Antonio (1907). Lilla Toti : berättelse. Stockholm: Björck & Börjesson. Libris 1611632
- Strindberg, August (1912). Maestro Olof : dramma in cinque atti. Milano. Libris 1765940 - Svenska originalets titel: Mäster Olof.
- Strindberg, August (1923). La storia d'un'anima : (Il figlio di una serva). Biblioteca Sansoniana straniera diretta da Guido Manacorda. Firenze. Libris 3095135 - Svenska originalets titel: Tjänstekvinnans son.
- Heidenstam, Verner von (1938). Carolus Rex : vita eroica d'un re e d'un popolo. Collana nordica ; 1. Firenze. Libris 2695876 - Svenska originalets titel: Karolinerna.
- Heidenstam, Verner von (1941). Il pellegrinaggio di Santa Brigida. Torino. Libris 2695877 - Svenska originalets titel: Heliga Birgittas pilgrimsfärd.